# Chullachaqui
El chullachaqui (en castellà i també en quítxua chulla chakji o tsulla chaki (del quítxua chullachaki = un peu; chulla o ch'ulla = imparell, desigual, únic, asimètric; chaki = peu) o shapishico és una de les llegendes més populars de la selva amazònica peruana i brasilera, que fa referència a un personatge que adopta la forma o figura d'una persona coneguda del poble per enganyar les víctimes i fer-los perdre en l'espessor de la vegetació.

## Descripció
L'anomenen Chullachaqui (peru asimètric) i és considerat el follet o guardià del bosc; infon respecte i temor a la gent de la zona i als forasters. Està associat o relacionat sovint amb el diable, en algunes variants, i en part, amb éssers demoníacs. A més, expliquen que no només és un, sinó diversos. En altres creences, es creu el Chullachaqui s'origina d'una relació d'un follet amb un dimoni, i és una espècie híbrida entre follet i dimoni. Generalment es presenta els qui caminen solitàriament per la selva. Segons la tradició popular, algunes vegades es presenta de manera amistosa i atorgant regals de la Selva, sempre que qui els rep no digui l'origen de la seva bona sort; altres vegades es presenta agressiu. Però, en general, només desferma la seva agressió cap a persones pecadores, corruptes o els ateus. Alguns li atribueixen un esperit infantil, perquè segresta nens per jugar amb ells, sense fer-los mal; uns altres en canvi diuen que els rapta, els destrossa i se'ls menja. Els que, suposadament, han tingut una experiència personal amb el Chullachaqui, diuen que se'ls va presentar quan feien alguna tasca pròpia del lloc, amb la forma d'un familiar o conegut que els fa senyals per seguir-lo; després d'un bon temps es troben amb la sorpresa que ha desaparegut i els ha portat a un lloc enmig de l'espessa selva.

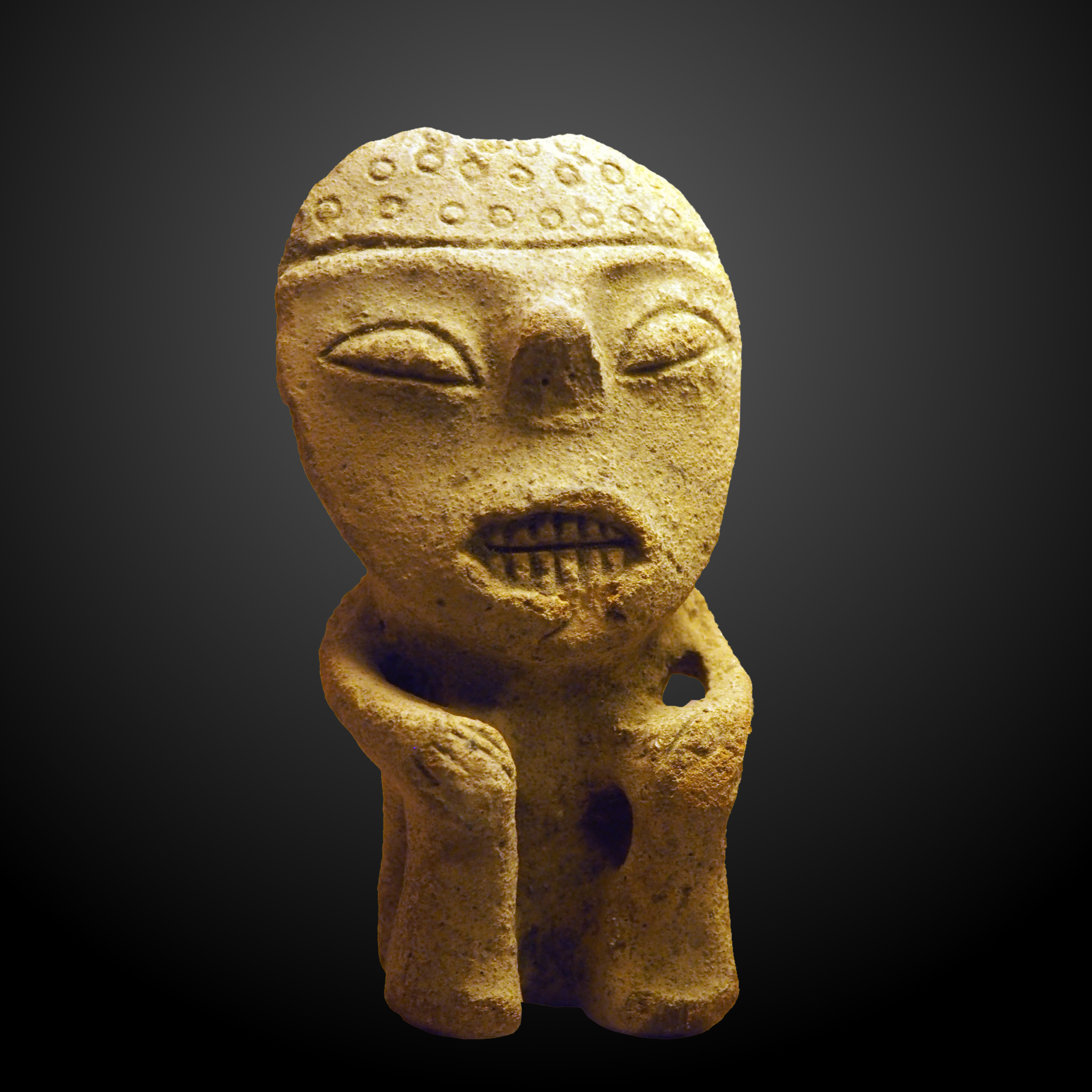
Estatueta de fang d'Argentina, exposada al Museu Històric de Berna
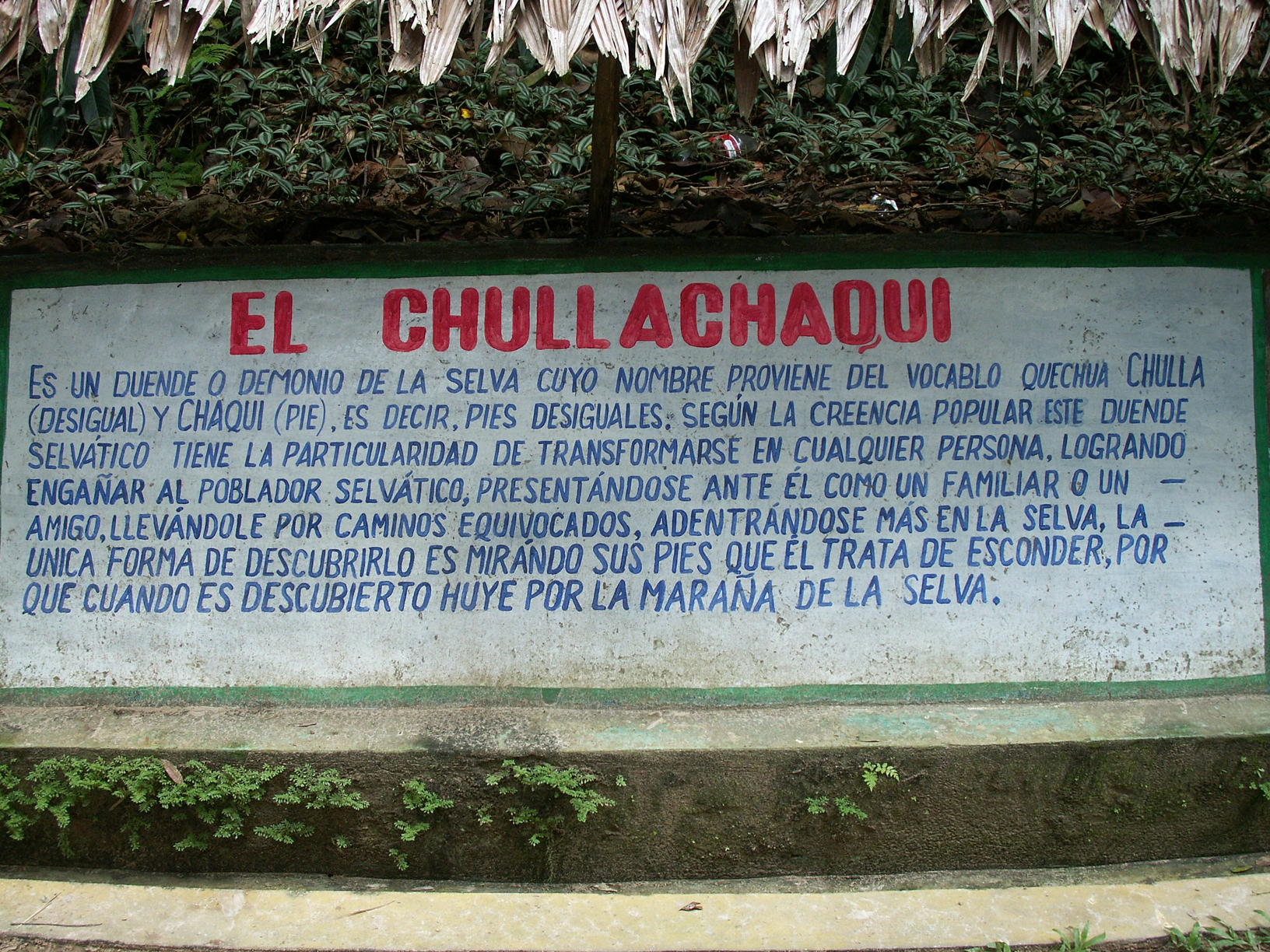
Mural amb la llegenda del Chullachaqui (Iquitos, Perú)

Els que diuen haver-ho vist, sostenen que fa servir un gran barret de palla que amaga un rostre arrugat, en què destaca un prominent nas, orelles punxegudes i ulls vermells. Tot just si supera el metre d'estatura i vesteix parracs molt bruts. Altres diuen que camina encorbat i amb els peus vorejats. Però la característica principal, de la qual deriva el seu nom, es refereix als seus peus: un és d'un humà i l'altre d'un animal (cérvol, pecarí, tortuga, gall, etc), tal com es deixen impresos al fang per on circula. D'allà el seu nom Chullachaqui àmpliament conegut a Mare de Déu, la part selvàtica de Cusco, Tingo María, Loreto, San Martín i Ucayali. A més a Huánuco, on se'l coneix per tsulla chaki que significa «un sol peu», s'espanta quan li crides a l'orella, però ha d'estar tranquil.

## En el cinema
- El 2007, el curtmetratge Chullachaqui de Dorian Fernández-Moris va referir a la llegenda.
- És esmentat en la pel·lícula colombiana El abrazo de la serpiente de Ciro Guerra, nominada el 2016 com a la millor pel·lícula de parla no anglesa a la 88a edició dels Premis Óscar.[8]